# Redemptoristenkloster Heiligenstadt

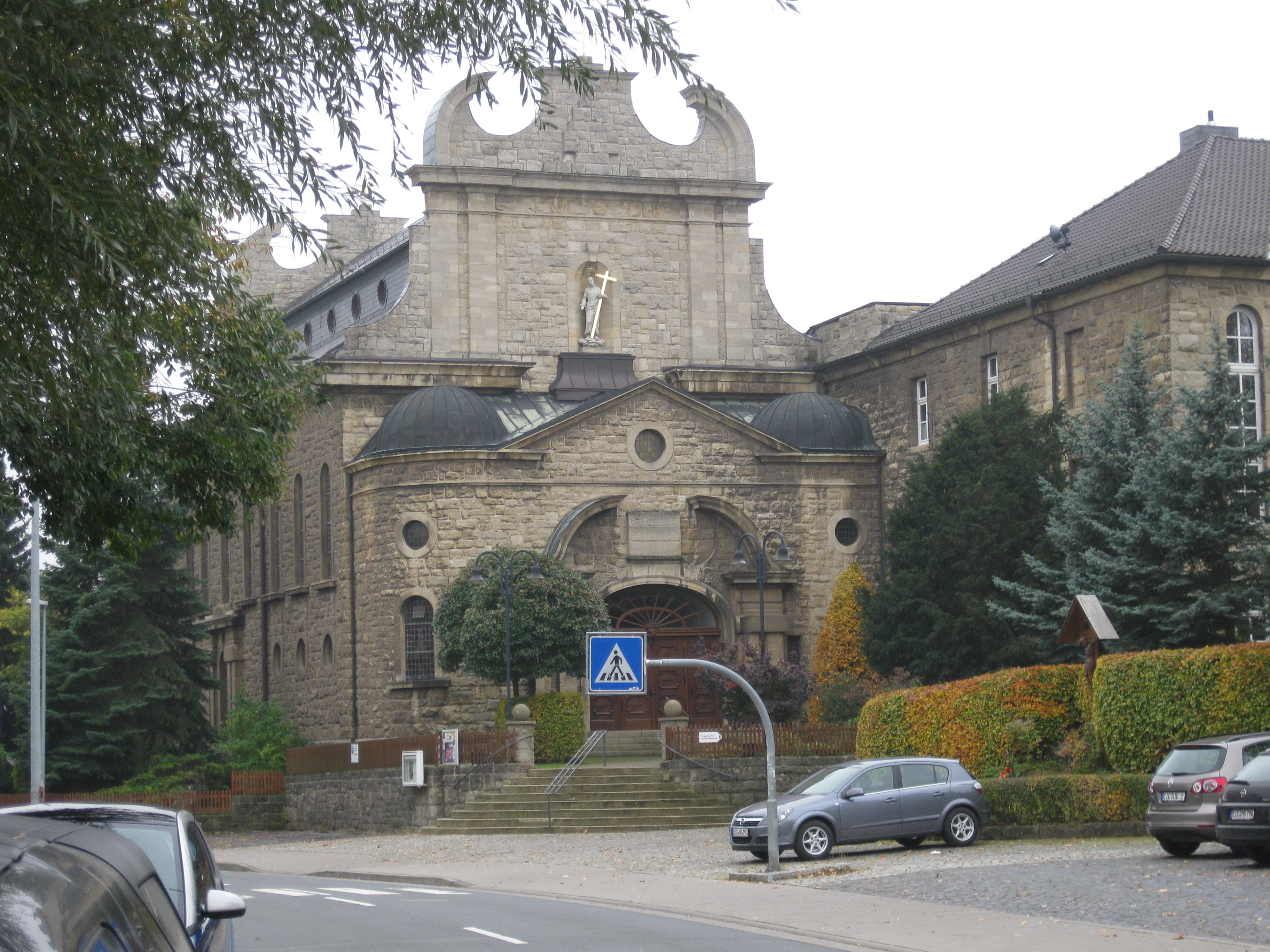
Klosterkirche St. Gerhard

Das Redemptoristenkloster St. Klemens ist ein Kloster der Redemptoristen in Heilbad Heiligenstadt in Nordthüringen.

## Geschichte
1919 kamen die ersten Redemptoristen nach Heiligenstadt ins Eichsfeld und schufen 1920 mit dem St.-Klemens-Haus eine Niederlassung. 1925 wurde der Grundstein für das jetzige Kloster St. Klemens und die Kirche St. Gerhard gelegt. Aufgabe der Klosterniederlassung war vor allem die Gemeindemission, aber auch die Beichtseelsorge. Während der letzten Jahre der deutschen Teilung war das Kloster direkt Rom unterstellt, da eine unmittelbare Zusammenarbeit des ostdeutschen Klosters mit der westdeutschen Kölner Provinz nicht mehr möglich war.
Im Jahr 2022 sind im Kloster noch 6 Mönche und 1 Laienbruder ansässig.

## Kloster und Kirche
Das von 1925 bis 1927 nach Plänen des Architekten Adam Weinhag aus Essen „im Stil sizilianischen Barocks“ erbaute Kloster wurde mit Fassaden aus einheimischem Muschelkalk errichtet und ist eines der spätesten Beispiele neobarocker Architektur im deutschsprachigen Raum. Der Gebäudekomplex besteht aus dem Klostergebäude St. Klemens, der Kloster- und Pfarrkirche St. Gerhard und dem Klostergarten.
Das Klostergebäude besitzt eine bedeutende theologische Bibliothek in einer mehrgeschossigen Saalbibliothek mit zwei Galerien und eine separate Klosterkapelle. Das als Übergang gebaute St.-Klemens-Haus wurde nach Bezug des Klosters als Exerzitienhaus genutzt.